# Pönniö
Pönniö är en sjö i kommunen Mäntyharju i landskapet Södra Savolax i Finland. Sjön ligger 86,8 meter över havet. Arean är 54 hektar och strandlinjen är 7,92 kilometer lång. Sjön  ingår i Kymmene älvs huvudavrinningsområde.   Den ligger omkring 31 kilometer söder om S:t Michel och omkring 180 kilometer nordöst om Helsingfors. 